# コロンビア・スポーツウェア

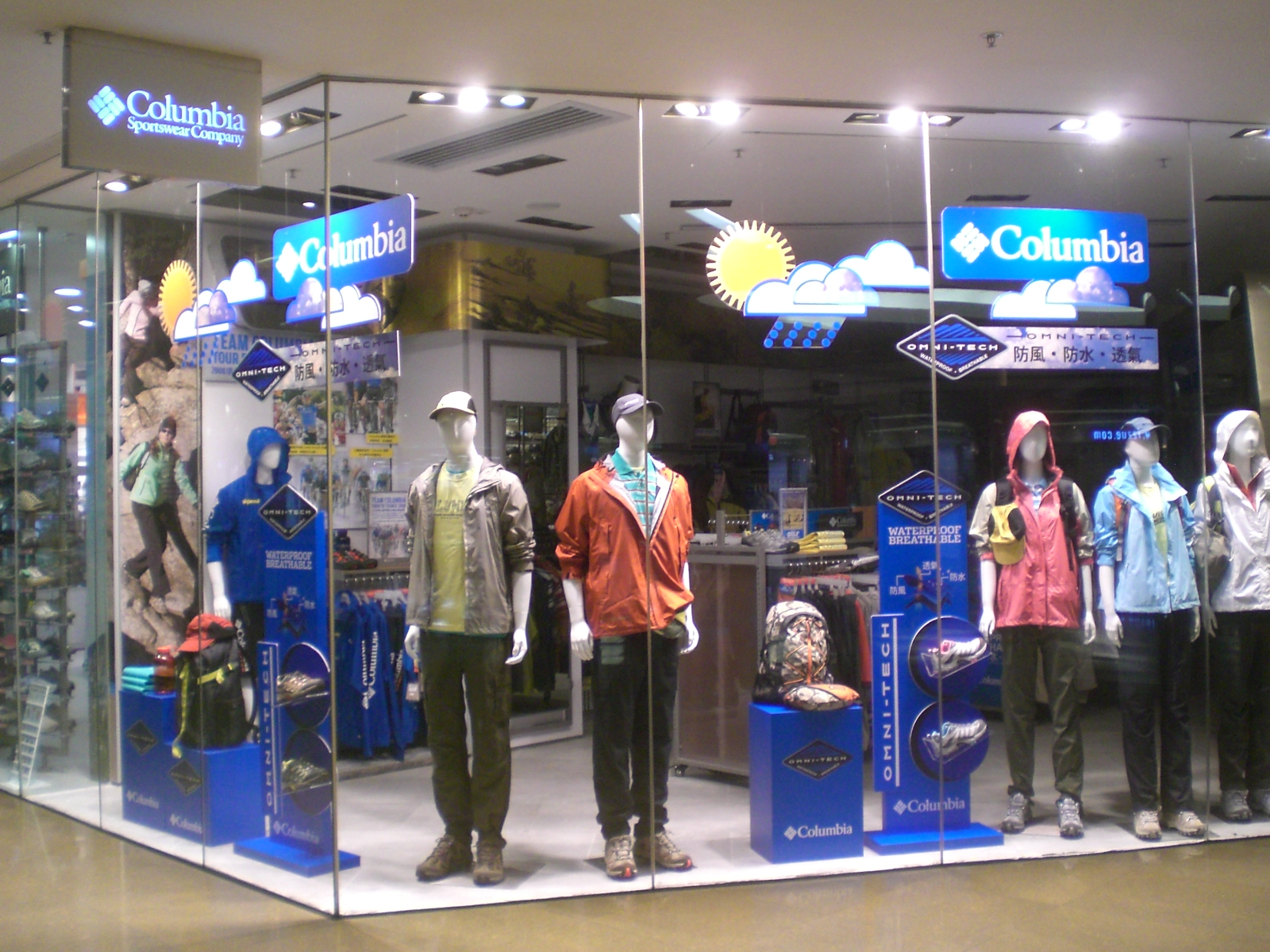
香港のショップ

コロンビア・スポーツウェア(Columbia Sportswear)は、アメリカ合衆国のスポーツウェア製造会社。自然環境で行うアウトドアスポーツに適したウェアを中心に、靴、ヘッドギア、キャンプ用品、スキーウェア、アウターウェアの付属品等も製造している。本社はオレゴン州のワシントン郡に位置する。

## 歴史
コロンビア・スポーツウェアの歴史は、1938年にドイツからの移住者であったポール・ラムフロム（Paul Lamfrom）がオレゴン州ポートランドで開いた帽子問屋に始まる。コロンビア川にちなんで、コロンビアハットカンパニーと命名され、その後、スキーグローブ製造会社と合併し、1960年にコロンビアスポーツウェア社が誕生した。
コロンビアの代名詞ともいうべき、アウタージャケットとインナージャケットをジッパーで着脱し、気候に合わせて3ウェイの着こなしができる「インターチェンジシステム」が1982年に考案されると、爆発的な人気を集め、1989年には、アウトドアウェアブランドとして全米シェア第一位を記録した。このシステムが採用されたバガブーパーカは、1993年の全米販売数が100万枚を越え、米国内アウトドアウェアの年間最多販売記録を打ち立てている。
現在は、アウトドア、アクティブ、オーセンティック、アメリカン、バリューの5つのキーワードをコンセプトとしており、2006年からは、ウィンターブーツの「ソレル」、2007年からトレイルランニングシューズの「モントレイル」、2008年からはアウトドアウェア・ギアの「マウンテンハードウェア」の取り扱いを始めている。
日本法人であるコロンビアスポーツウェアジャパンは1997年に設立され、本社は東京都新宿区の東新宿駅に直結する新宿イーストサイドスクエア内に置かれている。